# Wilhelm Blos
Wilhelm Josef Blos (Wertheim, 5 de octubre de 1849  - † Stuttgart-Cannstatt, 6 de julio de 1927) fue un periodista, historiador, escritor y político alemán. Blos fue miembro del Reichstag por el SPD y el primer presidente del Estado Libre Popular de Wurtemberg. Como periodista, fue, entre otras cosas, el primer editor responsable (editor de asiento) de la revista de sátiras Der Wahre Jacob. Para el Wahre Jacob escribió bajo el seudónimo Hans Flux, aunque una fuente apareció bajo el seudónimo A. Titus.

## Vida
Cuando su padre, el médico de campo Aloys Blos, murió, Wilhelm tenía siete años. El padrastro abusó de él. Desde 1863 vivió con los abuelos y asistió al liceo en Wertheim. Más tarde demandó con éxito a su padrastro por tráfico hereditario. Wilhelm interrumpió su aprendizaje en Mannheim, hizo su Abitur y estudió historia y filología en la Universidad de Friburgo desde 1868 . Allí se unió al Cuerpo Rhenania Freiburg.
Sin embargo, después de solo tres semestres, simplemente abandonó sus estudios y se convirtió en periodista. Hasta 1875 trabajó para cambiar revistas, en parte socialdemócratas. El poco tiempo con Constance Volksfreund le trajo una acusación de delitos de prensa. En Núremberg se convirtió en miembro del SDAP en 1872. En Eisenach conoció a August Bebel y Wilhelm Liebknecht. Dado que Bebel, Liebknecht y Adolf Hepner fueron arrestados, Blos debería hacerse cargo del trabajo editorial para Der Volksstaat . En 1874, mientras trabajaba en Der Volksstaat, Blos fue sentenciado a tres meses de prisión por delitos de prensa. Conoció a Karl Marx en 1874 después de cumplir su condena. 
En 1875 fundó el Mainz Eulenspiegel en Mainz, una hoja satírica semanal. Fue nuevamente acusado y detenido en breve. En el Congreso de Gotha en mayo de 1875, Blos, que vivía en Mainz, representó a 125 miembros del partido de Mainz y Gartenfeld.  En las elecciones al Reichstag en 1877 y 1881 ganó el distrito electoral de Reuss para el SPD. 
Desde el otoño de 1875, Blos trabajó en Hamburgo para el Volksblatt Hamburg-Altonaer, fundado por Wilhelm Hasselmann.  El puesto del editor lo compartió inicialmente junto al poeta Jacob Audorf (1875-1877) y lo desempeñó hasta 1880. Blos también trabajó en el Gerichtszeitung junto a Ignaz Auer. Sin embargo, la aprobación de las leyes antisocialistas el 19 de octubre de 1878 puso fin a la publicación de muchas revistas socialdemócratas. En el Hamburgo más liberal, sin embargo, su implementación se retrasó. En 1879 Blos fue designado por el editor Johann Heinrich Wilhelm Dietz como primer editor de la revista mensual de sátiras Der Wahre Jacob , que tuvo que dejar de aparecer a finales de año. Después de que se impuso el Estado del Pequeño Asedio el 29 de octubre de 1880, las autoridades del Reich expulsaron a Blos, Auer y otros socialdemócratas de Hamburgo y Prusia.
Después de permanecer en Maguncia y Bremen, Dietz lo llevó a Stuttgart en 1883, donde los socialdemócratas fueron menos perseguidos. Allí también trabajó como corrector  para Die Neue Zeit. Solo en 1884 escribió una "Revisión política", casi oficialmente, bajo la abreviatura "WB". 
En la disputa del subsidio de vapor (1884/1885) dentro del grupo parlamentario parlamentario socialdemócrata, Blos fue un firme defensor de esta ley.
A partir de 1884, Der Wahre Jacob fue reeditado en Stuttgart. Blos escribió varios artículos, sátiras y poemas para esta publicación. El Berliner Volksblatt lo dirigió desde 1884 hasta 1890 como editor en jefe, responsable de la acusación. El 1 de enero de 1891, el órgano central del SPD Berliner Volksblatt apareció en Berlín. El editor en jefe fue Wilhelm Liebknecht. Blos fue coeditor del periódico por poco tiempo. 
En las elecciones del Reichstag de 1884 a 1912, fue elegido de manera intermitente como miembro de la circunscripción Braunschweig 1 - Blankenburg.  Según Blos, "entre las estrellas parlamentarias [...] no brilló". Desde la década de 1890, políticamente, Blos abogó por una alianza con los liberales y se comprometió con el reformismo.
Las leyes antisocialistas fueron derogadas en 1890 y entonces se dedicó a la investigación histórica. Sus publicaciones incluyen dos novelas con una tendencia social-crítica, traducciones, obras sobre la revolución de 1848/49, la guerra campesina y las obras autobiográficas Memorias de un socialdemócrata y De la monarquía al estado popular . Horst Krause llega a la conclusión: "Aunque su historiografía no lo identificó como un gran científico, [...] no solo fue reconocido como competente en cuestiones históricas por personalidades importantes de su partido y más allá de las fronteras del partido, sino que tenía un público amplio y [...] moldeó la conciencia política de sus contemporáneos".  En 1905 se casó con Anna Blos, miembro de la junta regional del SPD Württemberg.
Blos fue un defensor activo para la aprobación de los créditos de guerra el 4 de agosto de 1914 y para la política de paz del grupo parlamentario del SPD en el Reichstag.
Después de la revolución de noviembre, Wilhelm Blos asumió el gobierno el 9 de noviembre de 1918 como Primer Ministro (desde 1919 con el título oficial de Presidente) y Ministro de Relaciones Exteriores del Estado Popular Libre de Württemberg. Wilhelm Blos nunca había tratado de convertirse en primer ministro, en ese momento ya se había retirado de la política activa y se había concentrado en su trabajo periodístico. El 9 de noviembre de 1918, solo había querido acompañar a su esposa Anna Blos a una reunión del ejecutivo estatal del SPD Württemberg. El hecho de que Blos fuera elegido probablemente se debió a su postura política moderada, que en este momento le dio poder integrador y aseguró la aprobación de la burguesía y los demócratas radicales, así como la de la socialdemocracia y los consejos. El gobierno se formó inicialmente solo por el SPD y el USPD. Los ministros de los partidos burgueses también se unieron al gobierno de Blos el 11 de noviembre. El 30 de noviembre de 1918, el rey Guillermo II abdicó de Württemberg. El 12 de enero de 1919, tuvo lugar la elección de la Asamblea Estatal Constituyente, que confirmó a Blos en el cargo. En junio de 1920, los socialdemócratas sufrieron una derrota en las primeras elecciones estatales regulares, lo que llevó a la renuncia de Blos. Johannes von Hieber lo sucedió como presidente de Württemberg.
En sus escritos, ¿Marx o Bakunin? Karl Marx y Friedrich Engels. ¿Democracia o dictadura? incluso llegó a una ecuación sorprendente entre el bolchevismo y el bakunismo.  Las memorias de Wilhelm Keil  se cuentan junto a los recuerdos de Blos  y también vale la pena mencionar las representaciones revolucionarias socialdemócratas para Wurtemberg. En este trabajo, Wilhelm Blos inicialmente confiesa: “La división de la social democracia que estaba ocurriendo ahora era lamentable en sí misma. Paralizó la acción del partido. Pero también trajo el beneficio inestimable de que todos los hiporadicales y, con ellos, los Krakehler, que habían perturbado y confundido la vida interior del partido durante muchos años, estaban repentinamente fuera. Todos los quejidos incesantes sobre la división parecían exagerados. Pedí que se reemplazara el programa partidista 'anticuado' de Erfurt por uno contemporáneo, que desafortunadamente solo se llevó a cabo tarde”. 
Después del fin de su mandato el 23 de junio de 1920, Blos se retiró a la vida privada. Él y su esposa Anna estaban en circunstancias financieras difíciles porque después de que renunció solo recibió una pensión "insignificante".  "Retirado y decepcionado por su partido", Wilhelm Blos murió el 6 de julio de 1927 en Stuttgart. 

- Datos: Q78409
- Multimedia: Wilhelm Blos / Q78409